# Le Sacrifice de Noé

Le Sacrifice de Noé est une fresque (170 x 260 cm) de Michel-Ange, datable vers 1508-1510  qui fait partie de la décoration du plafond de la chapelle Sixtine, dans les musées du Vatican à Rome. Elle a été commandée à l'artiste par Jules II.

## Histoire
Pour peindre la voûte, Michel-Ange commence par les travées près de la porte d'entrée utilisée lors des entrées solennelles du pontife et de son entourage, pour terminer par la travée au-dessus de l'autel. Les fresques sont exécutées en deux temps, séparées à la hauteur de la clôture qui existait à l'origine, plus ou moins au-dessus de La Création d'Ève. Cela est nécessaire car les échafaudages ne couvrent que la moitié de la chapelle et doivent être démontés et remontés de l'autre côté entre chacune des phases. Le  Sacrifice de Noé (Genèse, 8, 15-20) fait donc partie du premier bloc réalisé. Il est peint en douze « jours » de fresque.
En 1568, une partie du plâtre de cette scène s'est détachée, ce qui a nécessité sa restauration qui a été faite par Domenico Carnevali : les figures plus sombres à gauche, témoignent du processus de noircissement déjà entamé dans la seconde moitié du XVIe siècle. L'artiste a été assez fidèle à l'original, probablement parce qu'il a pu l'observer avant que les fragments détériorés ne se détachent.

## Description et style

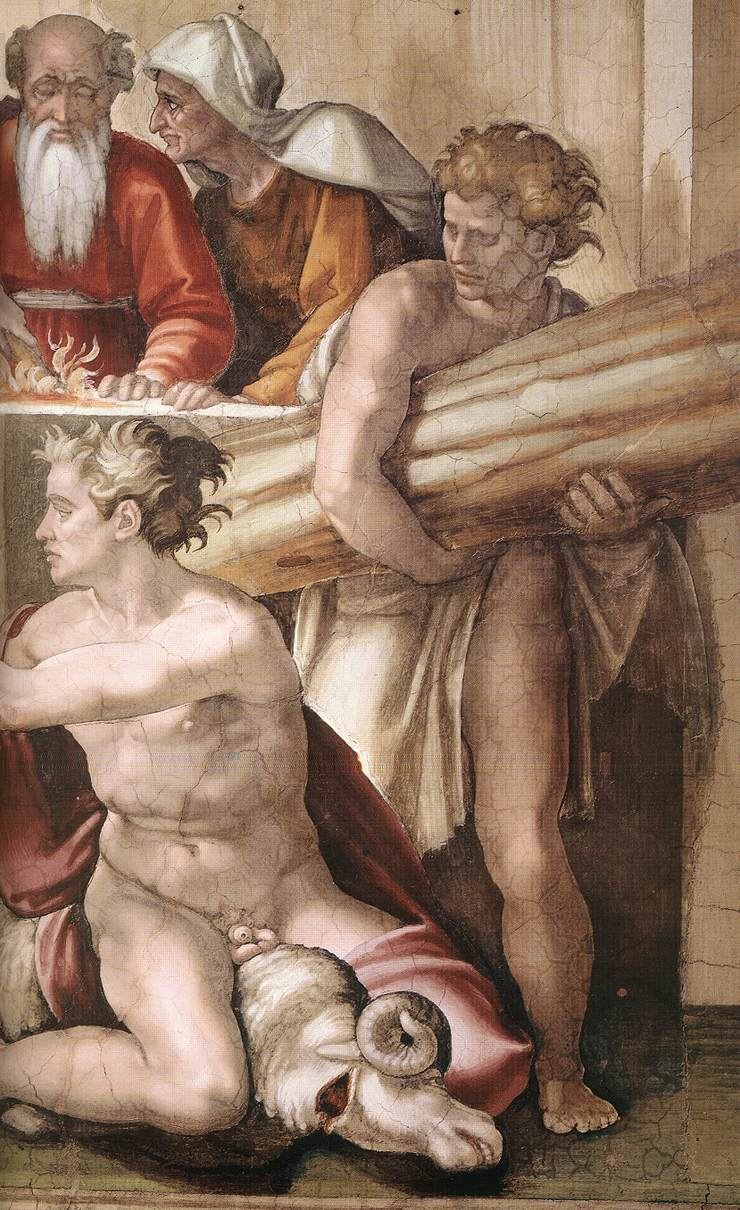
Détail.

Le sacrifice de Noé fait partie des neuf Histoires de la Genèse. C'est la troisième et dernière de la série, la première des trois Histoires de Noé, bien qu'elle doive suivre, et non précéder, la scène suivante du Déluge. Le Sacrifice de Noé est parfois aussi identifié comme le Sacrifice de Caïn et d'Abel ou comme le Sacrifice d'Abel, notamment par Ascanio Condivi. Plus vraisemblablement, cette inversion est d'abord due à la volonté de réserver l'un des panneaux majeurs pour le Déluge. Par ailleurs, Michel-Ange a aussi inversé l'ordre biblique dans la dernière trilogie représentée.
Ces scènes constituent une mosaïque des histoires de l'humanité « ante legem », c'est-à-dire avant Moïse (dont les histoires se retrouvent dans les panneaux sur les murs réalisées par des artistes du XVe siècle). Chacune de ces scènes est également une lecture à rebours liée à la préfiguration de la Semaine sainte dont les célébrations solennelles ont lieu dans la chapelle et comprennent une procession de l'entrée cérémonielle à l'autel.
La scène montre le sacrifice que Noé a mené après avoir été sauvé avec l'arche du Déluge, en faisant la paix avec Dieu : c'est un moment fondamental dans les histoires du Salut, car des descendants de Noé viendront les générations qui conduiront le peuple d'Israël à la libération de l'esclavage et à la venue du Christ.
La fresque, avec une composition claire et plutôt ordonnée, reprend le motif des anciens reliefs (Suovetaurile), avec le sacrifice au centre vers lequel les serviteurs convergent avec les animaux en remorque : deux béliers, un taureau, deux chevaux, même un éléphant à peine visible en arrière-plan. Le patriarche porte la même tunique rouge que l'on voit également dans la scène à l'arrière-plan de L'Ivresse de Noé. Sur la droite, la femme âgée de profil est peut-être le travail de collaborateurs en raison des contours plus rigides et d'un modelage plus concis. Il en va de même pour la jeune femme de gauche vêtue de vert, qui aide à allumer le feu sur l'autel avec une torche et qui protège son visage d'une main, qui s'inspire d'un sarcophage romain avec l'histoire de Méléagre.
Au premier plan, un garçon porte un paquet de bois de chauffage et un jeune homme, assis nu sur un bélier qui vient d'être abattu, prend les entrailles d'un animal des mains d'un autre pour prophétiser. Un autre jeune homme, également nu, est derrière, la tête tournée vers l'ouverture de l'intérieur de l'autel avec le feu, pour le contrôler comme s'il s'agissait d'un four et peut-être souffler pour l'agiter.

Détails.
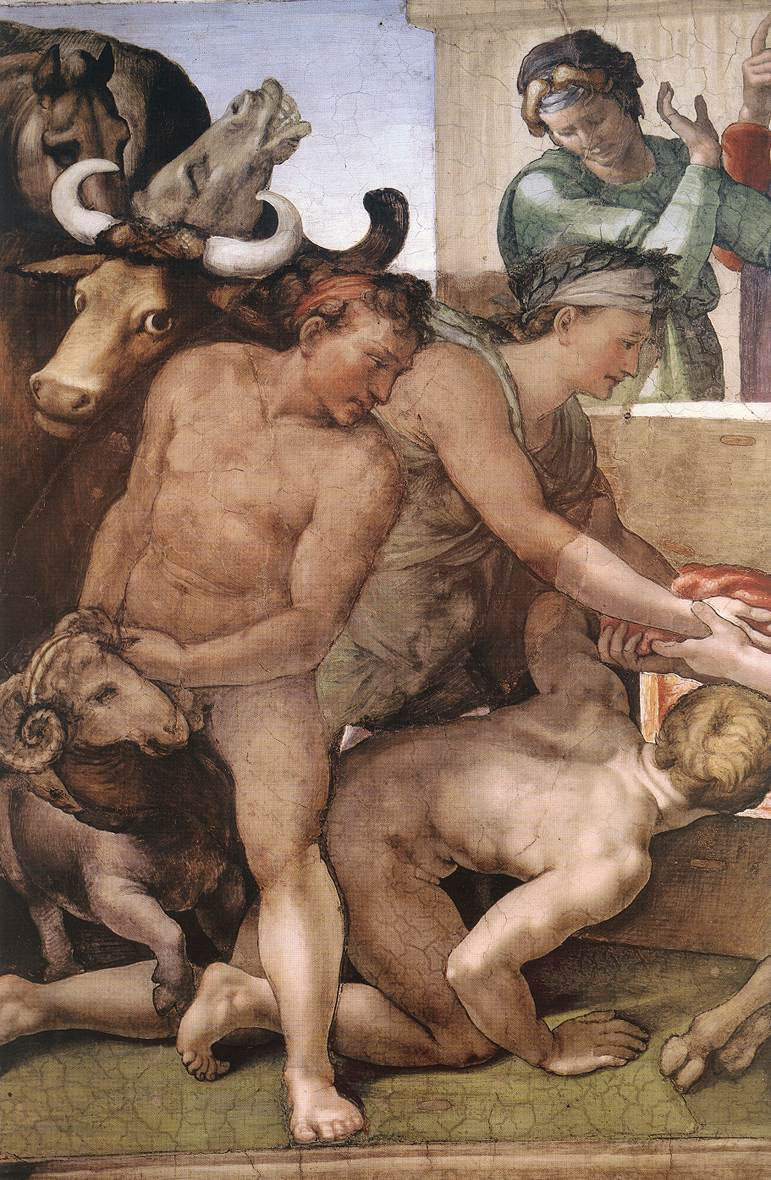
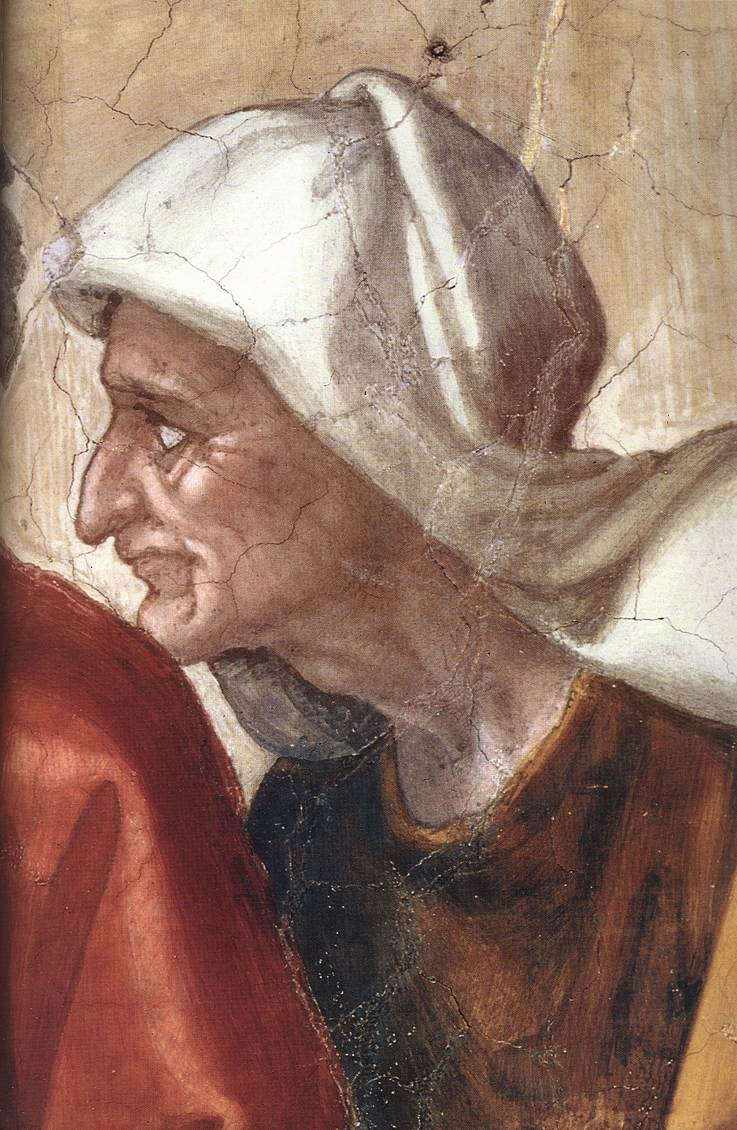

## Analyse
Michel-Ange a enrichi de détails le récit plutôt prosaïque de la Genèse (8,20). Pour les détails du rituel, il se peut qu'il se soit référé au troisième livre du Pentateuque (Lev, Kuhn, 1975). La recherche ancienne voit des inspirations formelles dans les représentations du même sujet données par Paolo Uccello et Jacopo della Quercia (Ernesto Steinmann, 1905 ; Charles de Tolnay ; Salvini, 1965). Il renvoie aussi à la figure d'Althée sur un sarcophage de Méléagre aujourd'hui conservé à la Villa Albani, laquelle a probablement servi de modèle pour l'attitude et le geste de la figure secondaire placée à gauche de Noé (Ernst Gombrich, 1937 ; Harry Bober/Rubinstein, 1986).
Dans la Bible, le sacrifice de Noé ne vient qu'après le Déluge, de sorte qu'il pourrait s'agir dune autre scène que celle communément admise. 

## Ignudi

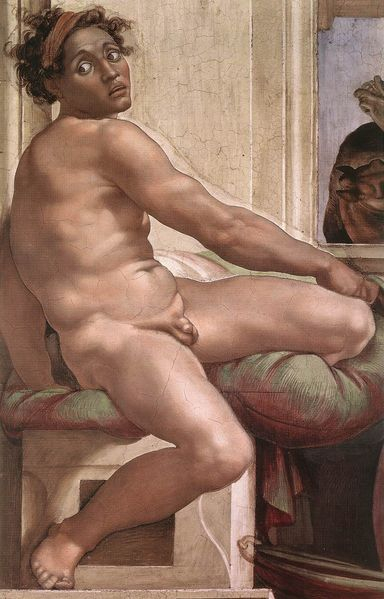
Un des Ignudi de la troisième baie.

La scène est insérée dans l'une des plus petits emplacements de la voûte, encadrée par des ornements architecturaux face à deux paires d'Ignudi et deux médaillons. Les Ignudi sont assis sur des socles qui, contrairement au cadre supérieur des trônes des Voyants, ne sont pas raccourcis dans le bas, suivant le tracé curviligne de la voûte.
Les festons de soutien avec des feuilles de chêne, font allusion aux armoiries de Della Rovere. Des rubans soutiennent les médaillons qui simulent le bronze, avec une utilisation de l'ocre et de la terre de Sienne pour les tons moyens, la tempera à hachures noire pour les ombres et l'or pur pour les reflets, appliqués à sec à l'aide d'un mordant à base de résine naturelle. Ils représentent des scènes bibliques, en particulier la Destruction du simulacre du dieu Baal et la Mise à mort d'Urie (d'un diamètre d'environ 135 cm chacun).
Les Ignudi sont peut-être des figures angéliques. Ces deux paires sont simplifiées par rapport à ceux de la première travée près de la porte de cérémonie, avec des effets de symétrie moins stricts : si les jambes sont souvent symétriques, le torse fait cette fois face à l'avant et à l'arrière, selon le schéma du contrapposto. Cela se voit clairement dans le couple de gauche, au-dessus de la Sibylle érythréenne :  ils tiennent le ruban du médaillon avec les deux bras droits, l'un au premier plan, l'autre derrière, tandis que l'autre paire, au-dessus d'Isaïe est plus variée : l'un des jeunes hommes étend son bras au premier plan, l'autre le replie sur sa tête.

## Médaillons
Le médaillon du côté nord montre le Châtiment d'Héliodore, qui avait tenté de s'approprier le trésor du temple de Jérusalem. Sa composition rappelle celle de la Bible malernienne de 1493.

Du côté sud, dans l'avant-dernier médaillon, Michel-Ange représente un épisode de l'histoire du prêtre juif Mattathias qui s'est violemment dressé contre les pratiques dévoyées de la ville de Modin et qui a détruit un autel des idolâtres. L'artiste s'appuie sur la Bible malermienne en faisant porter des habits militaires à Mattathias et à ses fils, détail qui n'est pas évoqué dans le texte biblique. 

Détails.
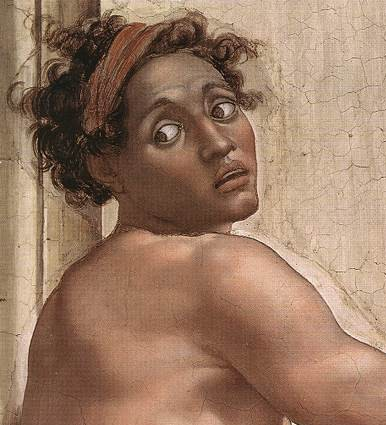
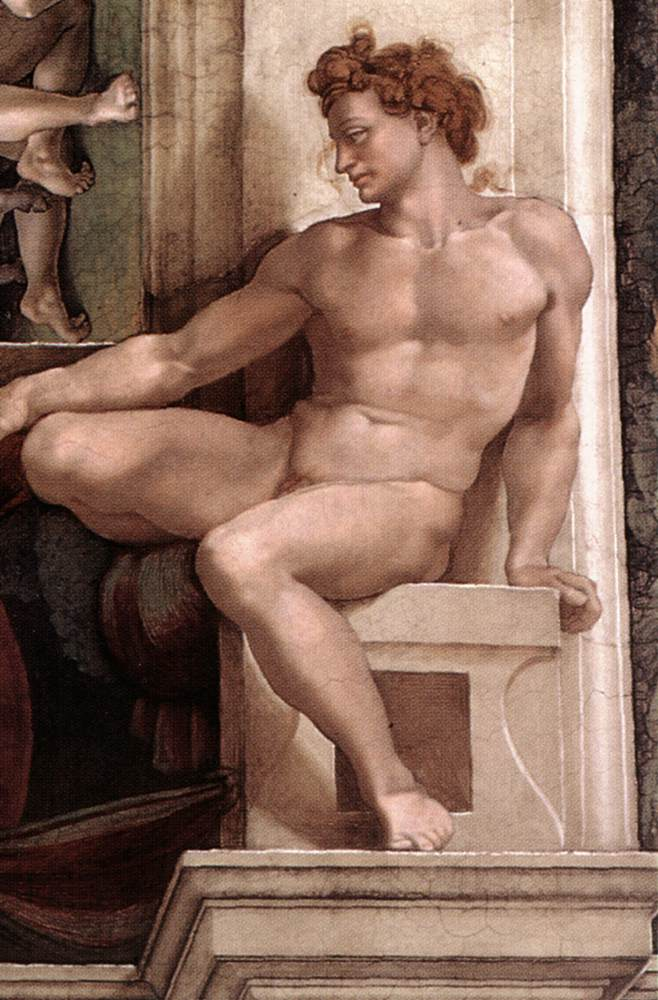
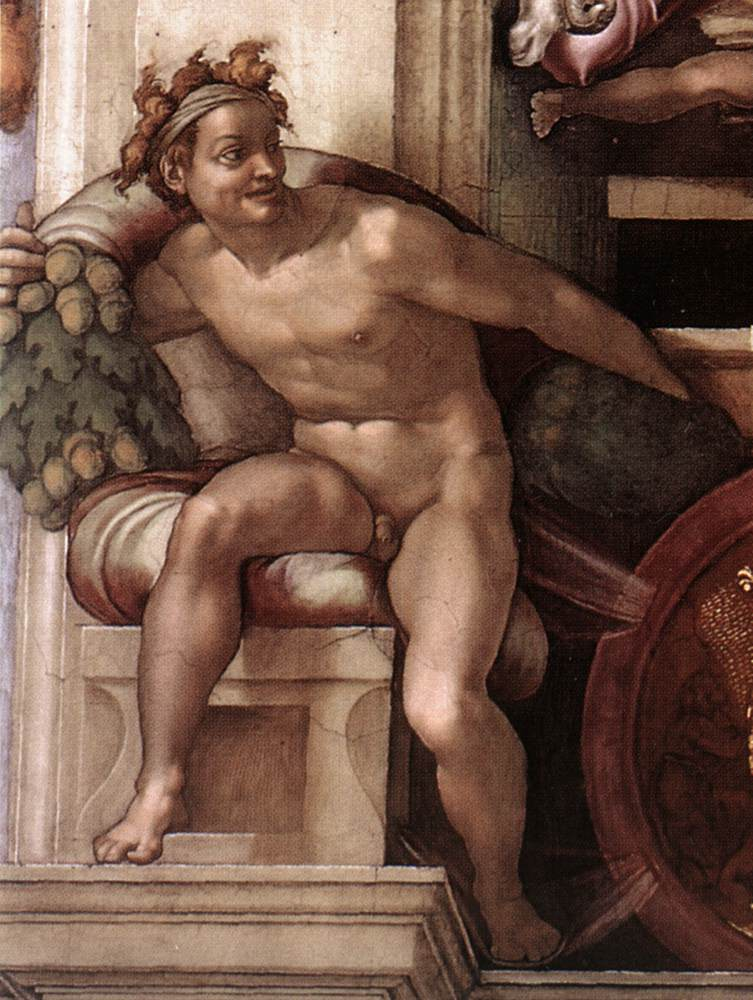
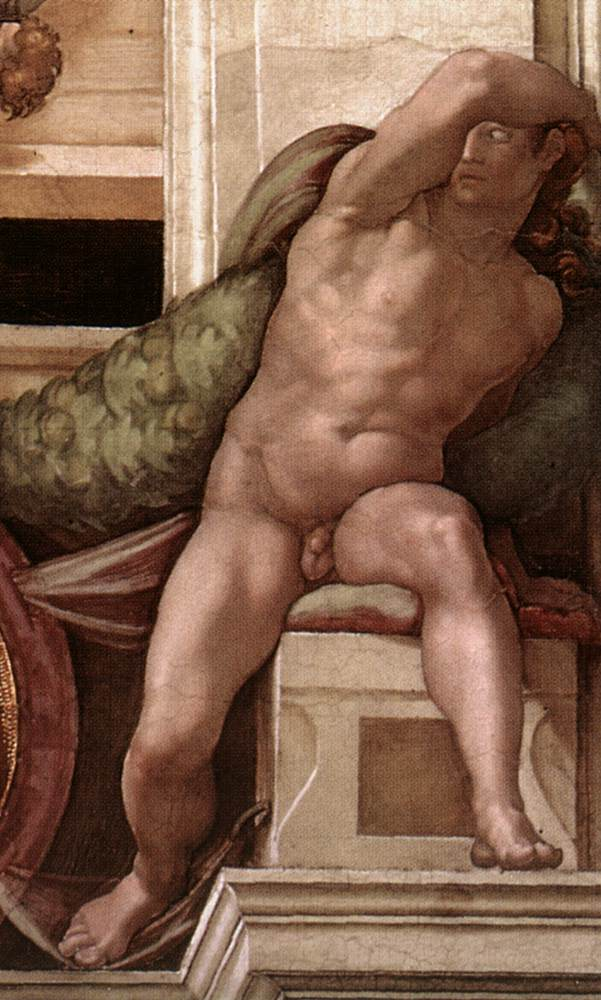
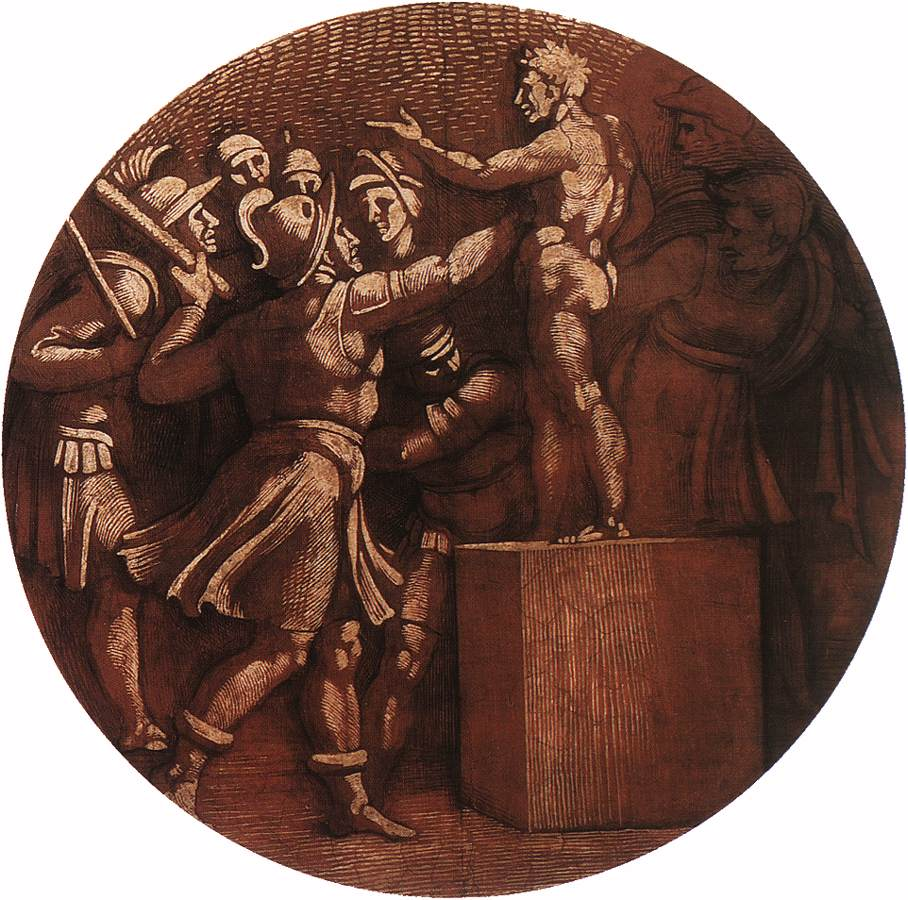
Destruction du simulacre du dieu Baal
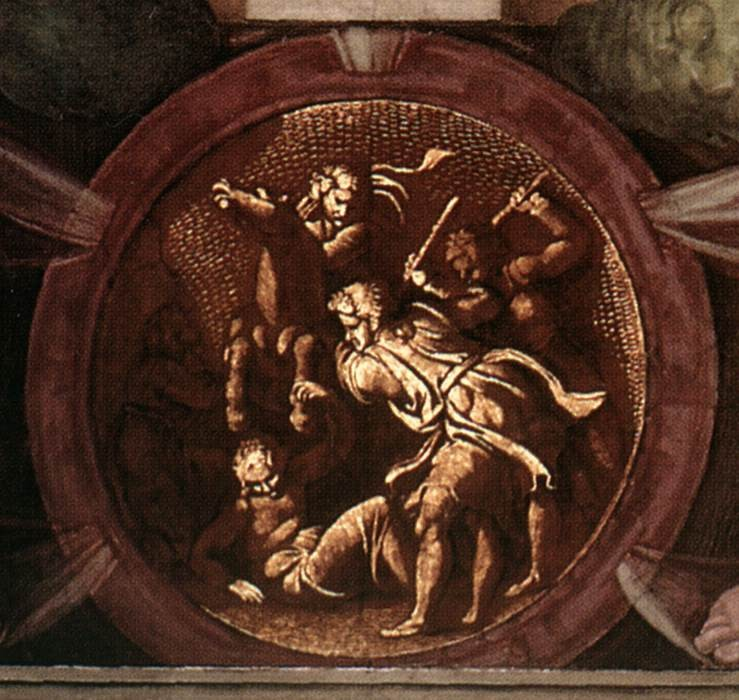
Mort d'Urie.